# ジョン・バトラー・イェイツ
ジョン・バトラー・イェイツ（John Butler Yeats、1839年3月16日 - 1922年2月3日）は、アイルランドの画家である。肖像画家として働いた。有名な詩人ウィリアム・バトラー・イェイツの父親である。

## 略歴
アイルランド、ダウン県のローレンスタウン(Lawrencetown)で生まれた。 牧師の父親のEheleute William Butler Yeats (1806–1862)の9人兄弟の長男であった。はじめダブリンのトリニティ・カレッジで法律を学び、卒業後は法律家のIsaac Buttの事務所で働いた。1863年に海運業と製粉業を営む裕福な商人の家の娘、スーザン・ポレックスフェン（Susan Pollexfen: 1841-1900）と結婚した。妻や家族の期待を裏切り法律家の仕事を止め、画家になる決心をして1867年からロンドンのトマス・ヘザリーの美術学校（Heatherley School of Fine Art）で学び、肖像画家になった。アイルランドやイギリス、アメリカなどで肖像画の注文を受けて働いたが、第二次世界大戦で焼失した作品などもあり残されている作品は少なく、作品リストも作られていない。画家として経済的には成功しなかったと考えられていて、ロンドンとアイルランドの間で転居を繰り返し、ジョン・バトラー・イェイツの6人の子供たちはしばしば祖父母の家で暮らすこともあった。
ジョン・バトラー・イェイツの肖像画の代表作にはアイルランド、フェニアンの指導者ジョン・オラリー（John O'Leary: 1830–1907）の肖像画などがある。
1907年、68歳でアメリカに移った。1909年からニューヨークの下宿屋で暮らした。その頃アメリカで人気のあったアシュカン派の画家たちの何人かと友人になった。詩人で神智学者のジーン・ロバート・フォスター（Jeanne Robert Foster:1879–1970)とも親しかった。1922年にニューヨークで亡くなった。彫刻家のエドモンド・トーマス・クイン（Edmond Thomas Quinn: 1868-1929）が現在アイルランドのスライゴ(Sligo)のイェイツ協会(Yeats Society)に収蔵されているデスマスクを取った。ニューヨーク州チェスタータウン(Chestertown)の墓地に葬られた。
ジョン・バトラー・イェイツの3人の息子には詩人のウィリアム・バトラー・イェイツ（William Butler Yeats: 1865–1939)、画家のジャック・バトラー・イェイツ（Jack Butler Yeats: 1871–1957）が含まれ、3人の娘には工芸家のリリー・イェイツ（Susan Mary "Lily" Yeats: 1866-1949）と美術教師、著述家のエリザベス・イェイツ（Elizabeth Yeats: 1868–1940）が含まれる。ウィリアムの娘アン・イェイツ（1919 – 2001）も画家である。

## 作品

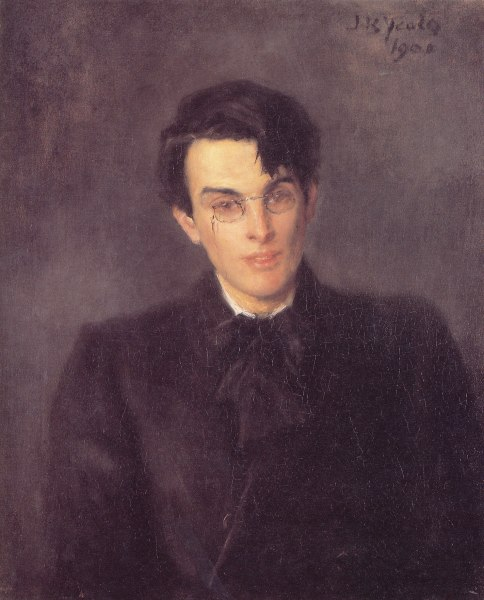
ウィリアム・バトラー・イェイツの肖像画 (1900) アイルランド国立美術館
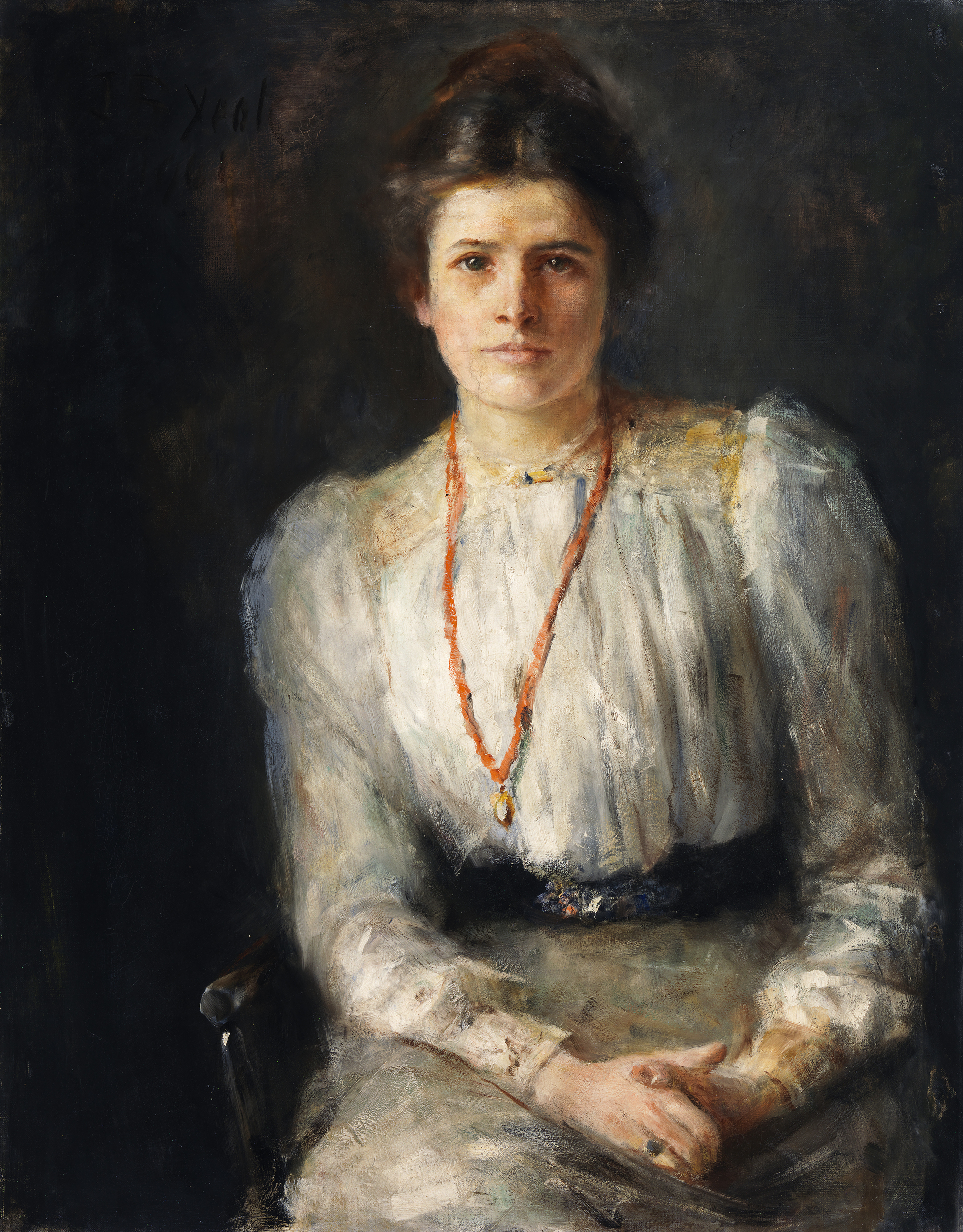
リリー・イェイツ (1901) アイルランド国立美術館
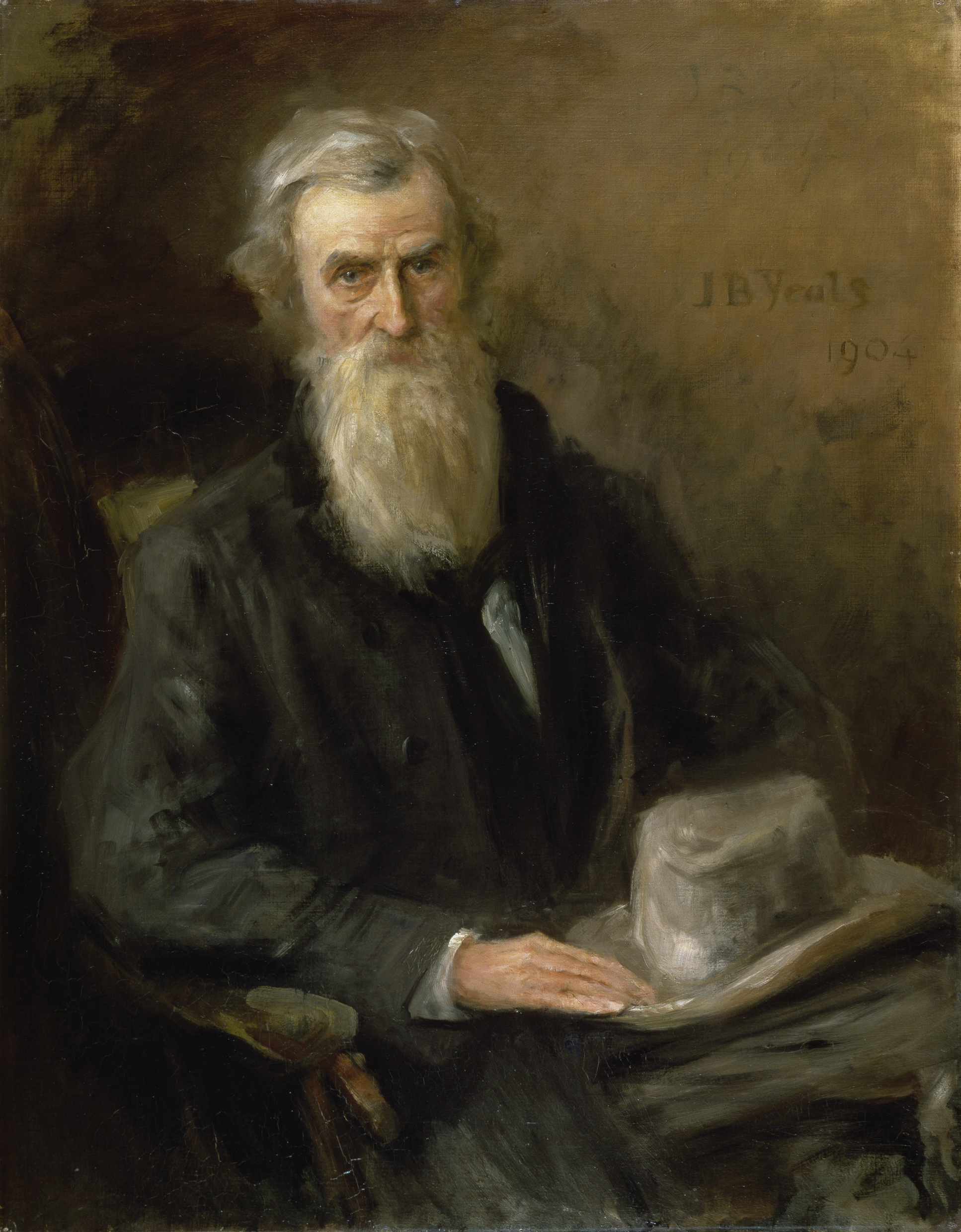
ジョン・オラリーの肖像画 (1904) アイルランド国立美術館
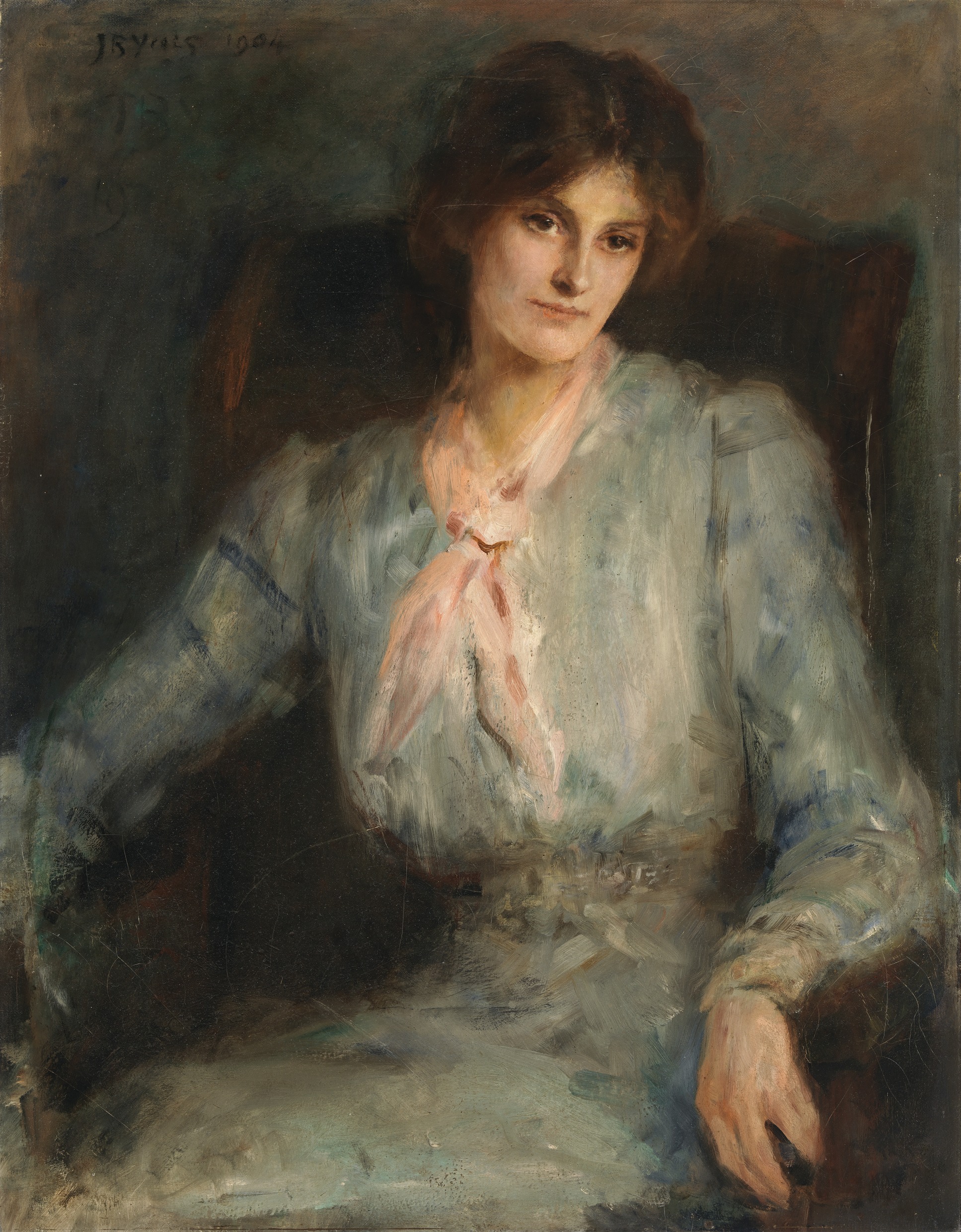
Máire Nic Shiubhlaigh（女優） (1904) アイルランド国立美術館